# Ouya
Ouya（發音：/ˈuːˌjə/ OOH-yuh; stylized "OUYA"） 是於2013年推出的電視遊戲機，使用經修改過的Android作業系統，是第一個開放平台的遊戲機。產品項目在2012年，由資深遊戲行業人士Julie Uhrman 創立，並邀請了設計師Yves Béhar合作設計項目和產品經理Muffi Ghadiali一起組成工作團隊。Ouya在一個月的時間內，經由Kickstarter網站募集了700萬美元，最後總共慕集859萬6474美元的開發資金，成為該網站歷來慕得金額第二位的集資項目。開發套件已於2012年12月底出貨給遊戲開發者。2012年12月28日，開發商除了寄送開發者套件外，還發表開箱文。主機於2013年6月25日發行。發佈初期定價為99美元。

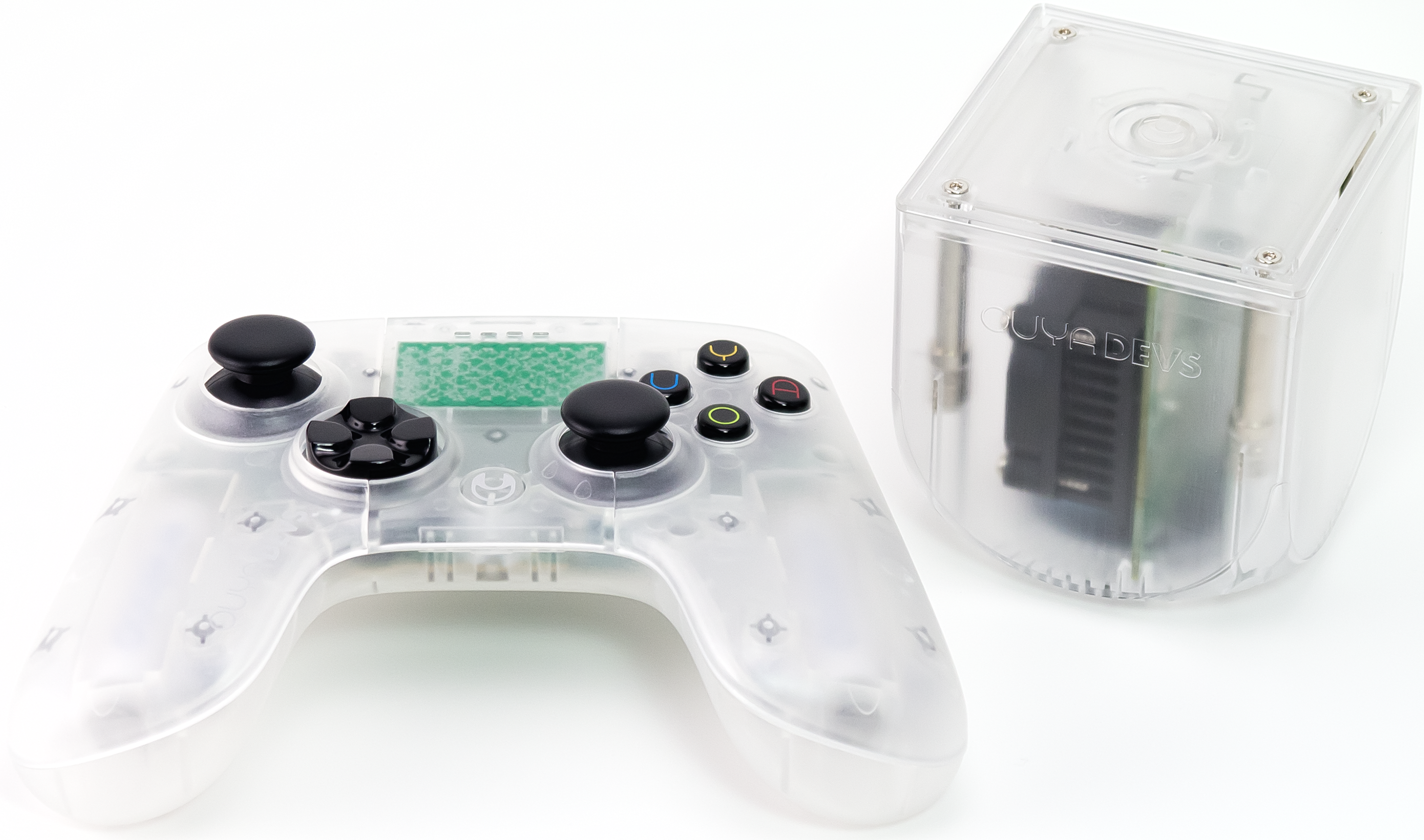
OUYA的遙控器和主機

在市場銷售方面，Ouya CEO Julie Uhrman在The Verge專訪指出，只有27%的主機擁有者花錢購買遊戲。
2015年7月，美国电脑外设企业雷蛇公司（Razer）宣布收购Ouya的软件资产和团队，但并不包含OUYA的主机硬件。雷蛇提供既有Ouya用戶的軟體服務至2019年6月為止，之後關閉了Ouya的購物網站、服務與帳戶，这也代表着该主机6年的生命周期正式结束。

## 外部連結
- 官方网站
- OUYA於Kickstarter
- AngelList: OUYA（页面存档备份，存于）